# Harpedonistis gonometra
Harpedonistis gonometra är en fjärilsart som beskrevs av Edward Meyrick 1893. Harpedonistis gonometra ingår i släktet Harpedonistis och familjen bronsmalar. Inga underarter finns listade i Catalogue of Life.